# Досрочные парламентские выборы в Молдове (2010)
Досрочные парламентские выборы в Молдавии 28 ноября 2010 — восьмые выборы парламента в Республике Молдова. После того, как Парламенту Республики Молдова XVIII-го созыва не удалось избрать Президента, Конституционный суд принял решение, что роспуск законодательного органа в этих условиях оправдан. В связи с этим действующий глава государства распустил парламент и назначил досрочные парламентские выборы на 28 ноября 2010 года.

## Участники
Избирательный порог для прохождения в Парламент составлял:
- для политических партий — 4 %
- для политических блоков, состоящих из двух партий — 7 %
- для политических блоков, состоящих из трёх и более партий — 9 %
- для независимых кандидатов — 2 %.

В избирательной кампании приняли участие 39 политических партий и независимых кандидатов.

### Политические партии
- Национально-либеральная партия (лидер списка — Виталия Павличенко)
- Демократическая партия Молдовы (лидер списка — Мариан Лупу)
- Либеральная партия (лидер списка — Михай Гимпу)
- Партия «Moldova Unită — Единая Молдова» (лидер списка — Владимир Цуркан)
- Христианско-демократическая народная партия (лидер списка — Юрий Рошка)
- Движение «Acţiunea Europeană (Европейское действие») (лидер списка — Вячеслав Унтилэ)
- Партия «Патриоты Молдовы» (лидер списка — Михаил Гарбуз)
- Партия «Pentru Neam și Ţară»(«За народ и Отечество») (лидер списка — Сергей Мокану)
- Республиканская партия Молдовы (лидер списка — Андрей Стратан)
- Альянс «Наша Молдова» (лидер списка — Серафим Урекян)
- Гуманистическая партия Молдовы (лидер списка — Валерий Пасат)
- Партия коммунистов Республики Молдова (лидер списка — Владимир Воронин)
- Либерал-демократическая партия Молдовы (лидер списка — Владимир Филат)
- Партия консерваторов (лидер списка — Наталья Нирка)
- Народная республиканская партия (лидер списка — Николай Андроник)
- Общественно-политическое движение «Равноправие» (лидер списка — Валерий Клименко)
- Социал-демократическая партия (лидер списка — Виктор Шелин)
- Общественно-политическое движение ромов Республики Молдова (лидер списка — Ион Букур)
- Партия труда (лидер списка — Георгий Сима)
- Экологическая партия Молдовы «Зелёный альянс» (лидер списка — Владимир Брага)

### Независимые кандидаты
- Валерий Плешка
- Габриэль Стати
- Виктор Степанюк
- Евгений Назаренко
- Георге Руссу
- Майя Лагута
- Татьяна Цымбалист
- Ромео Черетеу
- Афанасие Бырладяну
- Олег Болотников
- Олег Казак
- Виталие Цаулян
- Елена Бургилэ-Леонте
- Валентина Кушнир
- Александру Демьян
- Сергей Яким
- Наталья Аксенова
- Василе Лупашку
- Сергей Банарь

## Опросы общественного мнения
| 4 ноября 2010                                                                                      | CBS-AXA       | 39 %   | 21 %   | 19 %   | 13 %   | 2 %   |
| 12 ноября 2010                                                                                     | Vox Populi    | 35,3 % | 19,8 % | 12,5 % | 11 %   | 6,5 % |
| 16 ноября 2010                                                                                     | БОМ           | 37,2 % | 31,1 % | 14,4 % | 12,5 % | 0,8 % |
| 18 ноября 2010                                                                                     | AVA.MD        | 54,3 % | 22,6 % | 9,7 %  | 8,6 %  | 1 %   |
| 19 ноября 2010                                                                                     | CBS-AXA       | 35 %   | 28 %   | 18 %   | 12 %   | 2 %   |
| 22 ноября 2010                                                                                     | Vox Populi-II | 32,1 % | 22,1 % | 12,1 % | 10,9 % | 7 %   |
| Источник: e-democracy.md: Результаты социологических опросов (общественного мнения) e-democracy.md |               |        |        |        |        |       |

## Результаты опроса на выходе с избирательных участков «Exit Poll 2010»
| Конкуренты                                           | Publika TV & IRES | Prime TV & CBS-AXA |
| ---------------------------------------------------- | ----------------- | ------------------ |
| Демократическая партия Молдовы                       | 15,1 %            | 10,2 %             |
| Либеральная партия                                   | 15,7 %            | 10,2 %             |
| Христианско-демократическая народная партия          | 0,7 %             | <1 %               |
| Движение «Actiunea Europeana (Европейское действие)» | 1,8 %             | 1,4 %              |
| Альянс «Moldova Noastra (Наша Молдова)»              | 3,1 %             | 3,0 %              |
| Гуманистическая партия Молдовы                       | <1 %              | 1,0 %              |
| Партия коммунистов Республики Молдова                | 25,7 %            | 33,8 %             |
| Либерал-демократическая партия Молдовы               | 34,6 %            | 32,2 %             |

## Предварительные итоги
Согласно уточнённым после обработки всех бюллетеней данным, в досрочных парламентских выборах приняло участие 1 733 095 человек, что составляет 61,64 % от общего числа избирателей внесённых в избирательные списки. Больше всего избирателей проголосовало в Бессарабском районе — 73,46 %, меньше всего в АТО Гагаузия — 51,32 %. За ПКРМ проголосовали 39,32 % (42 мандата), за ЛДПМ — 29,38 % (32 мандата), за ДПМ — 12,72 % (15 мандатов), за ЛП — 9,96 % (12 мандатов). Таким образом, практически сохраняется прежний расклад сил, когда Партия коммунистов имела 43 мандата, а четыре партии Альянса за европейскую интеграцию — 53 мандата. На этот раз партия Альянс «Наша Молдова», имевшая 7 мандатов, получила 2,05 % голосов и в новый парламент не попала.
Результаты парламентских выборов 28 ноября 2010 в Республике Молдова
| Партии и коалиции | Партии и коалиции                                          | Голоса    | %        | +/−      | Мандаты |
| ----------------- | ---------------------------------------------------------- | --------- | -------- | -------- | ------- |
|                   | Партия коммунистов Республики Молдова                      | 677 069   | 39,29 %  | ▼5,30 %  | 42      |
|                   | Либерал-демократическая партия Молдовы                     | 506 253   | 29,42 %  | ▲12,89 % | 32      |
|                   | Демократическая партия Молдовы                             | 218 620   | 12,70 %  | ▲0,16 %  | 15      |
|                   | Либеральная партия                                         | 171 336   | 9,96 %   | ▼4,72 %  | 12      |
|                   | Альянс «Наша Молдова»                                      | 35 289    | 2,05 %   | ▼5,30 %  | 0       |
|                   | Движение «Европейское действие»                            | 21 049    | 1,22 %   | —        | 0       |
|                   | Гуманистическая партия Молдовы                             | 15 494    | 0,90 %   | —        | 0       |
|                   | Национал-либеральная партия                                | 10 938    | 0,64 %   | —        | 0       |
|                   | Социал-демократическая партия                              | 10 156    | 0,59 %   | ▼1,27 %  | 0       |
|                   | Христианско-демократическая народная партия                | 9038      | 0,53 %   | ▼1,38 %  | 0       |
|                   | Партия «Moldova Unită — Единая Молдова»                    | 8238      | 0,48 %   | —        | 0       |
|                   | Независимый кандидат Габриэль Стати                        | 8199      | 0,48 %   | —        | 0       |
|                   | Партия «За народ и Отечество»                              | 4819      | 0,28 %   | —        | 0       |
|                   | Общественно-политическое движение ромов Республики Молдова | 2394      | 0,14 %   | —        | 0       |
|                   | Партия консерваторов                                       | 2089      | 0,12 %   | —        | 0       |
|                   | Независимый кандидат Валерий Плешка                        | 2036      | 0,12 %   | —        | 0       |
|                   | Народно-республиканская партия                             | 1997      | 0,12 %   | —        | 0       |
|                   | Независимый кандидат Майя Лагута                           | 1799      | 0,10 %   | —        | 0       |
|                   | Общественно-политическое движение «Равноправие»            | 1781      | 0,10 %   | —        | 0       |
|                   | Республиканская партия Молдовы                             | 1763      | 0,10 %   | —        | 0       |
|                   | Партия «Патриоты Молдовы»                                  | 1580      | 0,09 %   | —        | 0       |
|                   | Экологическая партия Молдовы «Зелёный альянс»              | 1385      | 0,08 %   | ▼0,33 %  | 0       |
|                   | Независимый кандидат Виктор Степанюк                       | 1011      | 0,06 %   | —        | 0       |
|                   | Партия труда                                               | 873       | 0,05 %   | —        | 0       |
|                   | Независимый кандидат Сергей Банарь                         | 760       | 0,04 %   | —        | 0       |
|                   | Независимый кандидат Татьяна Цымбалист                     | 724       | 0,04 %   | —        | 0       |
|                   | Независимый кандидат Наталья Аксенова                      | 689       | 0,04 %   | —        | 0       |
|                   | Независимый кандидат Афанасие Бырладяну                    | 512       | 0,03 %   | —        | 0       |
|                   | Независимый кандидат Евгений Назаренко                     | 456       | 0,03 %   | —        | 0       |
|                   | Независимый кандидат Василе Лупашку                        | 397       | 0,02 %   | —        | 0       |
|                   | Независимый кандидат Елена Бургилэ-Леонте                  | 372       | 0,02 %   | —        | 0       |
|                   | Независимый кандидат Валентина Кушнир                      | 351       | 0,02 %   | —        | 0       |
|                   | Независимый кандидат Виталие Цаулян                        | 342       | 0,02 %   | —        | 0       |
|                   | Независимый кандидат Ромео Черетеу                         | 260       | 0,02 %   | —        | 0       |
|                   | Независимый кандидат Олег Казак                            | 202       | 0,01 %   | —        | 0       |
|                   | Независимый кандидат Олег Болотников                       | 199       | 0,01 %   | —        | 0       |
|                   | Независимый кандидат Георге Руссу                          | 180       | 0,01 %   | —        | 0       |
|                   | Независимый кандидат Сергей Яким                           | 172       | 0,01 %   | —        | 0       |
|                   | Независимый кандидат Александру Демьян                     | 171       | 0,01 %   | —        | 0       |
|                   | Независимый кандидат Леонид Волнянский                     | —         | —        | —        | —       |
| Всего (63,37 %)   | Всего (63,37 %)                                            | 1 720 993 | 100,00 % | —        | 101     |

## Пересчет голосов
Партия коммунистов Молдавии 1 декабря обратилась в Центральную избирательную комиссию страны с требованием разобраться с фальсификациями и нарушениями, совершенными, по мнению представителей партии в ходе досрочных парламентских выборов, а также провести пересчет голосов избирателей. Конституционный суд Молдавии 10 декабря принял решение о пересчете голосов, отданных на досрочных парламентских выборах.
24 декабря Конституционный суд Молдовы утвердил результаты парламентских выборов. После пересчета голосов распределение депутатских кресел не изменилось.

## Интересные факты
Призыву участвовать в выборах была посвящена[кем?] песня «Нам нужно быть в команде одной. 28 ноября — выбор за тобой!», исполняемая одновременно на румынском и русском языках.[значимость факта?]